# 惯性导航系统

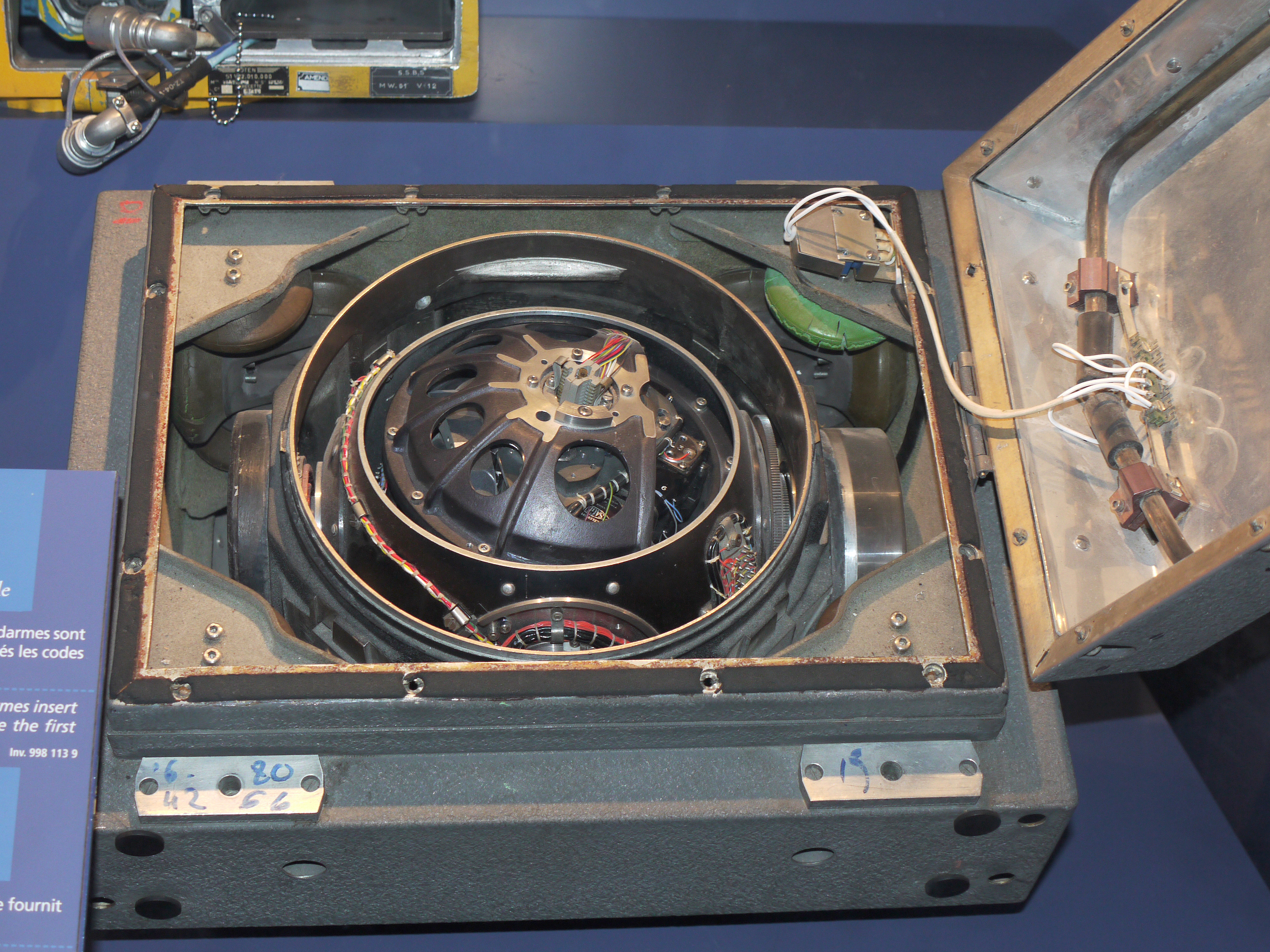
早期的惯性导航系统

惯性导航系统（英語：Inertial navigation system，缩写INS）是一个使用加速计和陀螺仪来测量物体的加速度和角速度，并用電腦来连续估算运动物体位置、姿态和速度的辅助导航系统。它不需要一个外部参考系，常常被用在飞机、潛艦、导弹和各种太空飛行器上。

## 原理
惯性导航至少包括電腦及含有加速度计、陀螺仪或其他运动传感器的平台（或模块）。开始时，有外界（操作人员及全球定位系統接收器等）给惯性导航提供初始位置及速度，此后惯性导航通过对运动传感器的資訊进行整合计算，不断更新当前位置及速度。惯性导航的优势在于给定了初始条件后，不需要外部参照就可确定当前位置、方向及速度。
通过检测系统的加速度和角速度，惯性导航可以检测位置变化（如向东或向西的运动），速度变化（速度大小或方向）和姿态变化（绕各个轴的旋转）。它不需要外部参考的特点使它自然地不受外界的干扰或欺骗。
陀螺在惯性参照系中用于测量系统的角速率。通过以惯性参照系中系统初始方位作为初始条件，对角速率进行积分，就可以时刻得到系统的当前方向。这可以想象成被蒙上眼睛的乘客坐在汽车中，感觉汽车左转、右转、上坡、下坡，仅根据这些資訊他知道了汽车朝哪里开，但不知道汽车是快，是慢或是否汽车滑向路边。
加速度计在惯性参照系中用于测量系统的线加速度，但只能测量相对于系统运动方向的加速度（由于加速度计与系统固定并随系统转动，不知道自身的方向）。这可以想象成一个被蒙上眼睛的乘客在汽车加速时向后挤压座位，汽车刹车时身体前倾，汽车加速上坡时下压座位，汽车越过山顶下坡时从座位上弹起，仅根据这些資訊，乘客知道汽车相对自身怎样加速，即向前、向后、向上、向下、向左 或向右，但不知道相对地面的方向。
然而，通过跟踪系统当前角速率及相对于运动系统测量到的当前线加速度，就可以确定参照系中系统当前线加速度。以起始速度作为初始条件，应用正确的运动学方程，对惯性加速度进行积分就可得到系统惯性速率，然后以起始位置作初始条件再次积分就可得到惯性位置。
惯性导航传感器的小误差会随时间累积成大误差，其误差大体上与时间成正比，因此需要不断进行修正。现代惯性导航使用各种信号（例如全球定位系統及磁罗盘等）对其进行修正，采取控制论原理对不同信号进行权级过滤，保证惯性导航的精度及可靠性。

## 应用
惯性导航用于各种运动机具中，包括飞机、潜艇、航天飞机等运输工具及导弹，然而成本及复杂性限制了其可以应用的场合。
惯性导航最早应用于火箭制导，美国火箭先驱罗伯特·戈达尔试验了早期的陀螺系统。二战期间经德国人冯布劳恩改进后，应用于V-2火箭制导。战后美国麻省理工学院等研究机构及人员对惯性制导进行深入研究，从而发展成应用飞机、火箭、航天飞机、潜艇的现代惯性导航。

## 外部連結
- A history of inertial navigation systems